# 徐祖远
徐祖远（1952年1月—），男，中华人民共和国政治人物，曾任交通运输部副部长、党组成员兼中国海事局局长，中国航海学会理事长，第十二届全国政协委员。